# إمباري
إمباري هي قرية ومركز سعودي يتبع إدارياً لمحافظة عقلة الصقور في منطقة القصيم يقع على الطرف الغربي من منطقة القصيم.

## التسمية
سبب التسمية إمباري لأن شعيب إمباري يوازي ويباري جبال قطن ويلتقي بوادي المحلاني عند قرية جديد وهي واحدة من القرى و قد كانت  تابعة لمركز المحيلاني في   المملكة العربية السعودية.

## الجغرافيا

### الموقع
تقع مركز إمباري في الشمال الغربي لمنطقة القصيم أو مايسمى بعالية نجد وسط المملكة العربية السعودية، وهي تابعة إدارياً لمحافظة عقلة الصقور التابعة لمنطقة القصيم وتبعد عنها 35 كم، وكما تبعد عن الطريق السريع الرابط بين منطقة القصيم والمدينة المنورة (53) كم تقريباً. يحيطها شرقاً جبال قطن، وهي جبال ملمومة ومستديرة الشكل ويبلغ طولها من الجنوب إلى الشمال حوالي 12 كم ومن الشرق إلى الغرب حوالي 10 كم وتعتبر وجهة سياحية لما تمتاز به من أجواء جبلية وشلالات أثناء هطول الأمطار وتبعد عن إمباري حوالي 7 كم تقريباً.

### المناخ
قاري صحراوي، حار جاف صيفاً بارد ممطر شتاءً، وتبلغ درجة الحرارة ٤٥ وفي الشتاء تصل ٣ تحت الصفر.

### الأحياء
- حي المركز : ويقع فيه مركز الإمارة الذي يرأسه عبد الرحمن بن عبد الله بن علي البشر السليمي الحربي .
- حي الجامع
- حي المخطط
- حي الروضة
- حي مشرفة
- حي العلياء
- حي المساعدية
- حي المنتزه
- حي السلام
- حي الضيدان
- حي الشفاء
- حي المصيف
- حي الوايل
- حي صالح هلال
- حي خالد سعد
- حي عبد اللطيف

### الآثار
يحيط مركز إمباري بعض الآثار القديمة مثل مساكن طينية ومزارع لها أكثر من مائة عام ويرجع بناءها إلى ١٣٨٠هـ.

### الجبال
- شرقاً جبال قطن: وهي جبال ملمومة ومستديرة الشكل ويبلغ طولها من الجنوب إلى الشمال حوالي ١٢كم ومن الشرق إلى الغرب حوالي ١٠كم وتعتبر وجهة سياحية لما تمتاز به من أجواء جبلية وشلالات أثناء هطول الأمطار وتبعد عن إمباري حوالي 7 كم تقريباً.
- شمال شرقاً: جبال مشاحيد
- جنوباً: جبل طمية وتبعد عن إمباري 76 كم.

## الأودية والشعاب
شعيب إمباري (ذي العشيرة) قال بعضهم غشيت لليلى بالبرد منازلاً تقادمن واستنت بهن الأعاصرُ كأن لم يدن منها أنيس ولم يكن لها بعد أيام الهدملة عامرُ ولم يعتلج في حاضر متجاور قفا الغصن من ذات العشيرة سامر

## السكان
يبلغ عدد سكان إمباري حوالي ألفين وخمس مئة نسمة.

## النشاط السكاني والتجاري والاجتماعي
تمتاز مركز إمباري بالزراعة في العقود السابقة ونظراً لشح المياه وقلتها وكون مركز إمباري تقع في منطقة الدرع العربي لذا قل النشاط الزراعي وكذالك قل نشاط رعي الانعام في الدرجة الأولى على الزراعة، ولم يزل هناك عدد لا بأس به من مزارع الإعلاف والنخيل، وكما يوجد بها سوق يجتمع فيه الباعة ويعرضون بضاعتهم في موقع محدد مع تحديد يوم الجمعة لبيع المواشي وكما يوجد به عدد من المحال التجارية والورش ومستودعات للأعلاف ومحاطات للوقود وصالة أفراح للمناسبات الكبيرة وعدد من الاستراحات العائلية.

## الدوائر الحكومية المرافق العامة
- مركز أمارة
- مركز صحي
- جمعية إمباري التطوعية
- جمعية الدعوة بإمباري
- فرع جمعية البر بإمباري
- تغطية بث الاتصالات لشركة الاتصالات السعودية STC
- محطة تحلية مياة
- سوق المواشي
- ملعب كرة قدم
- حديقة
- مخطط سكني معتمد

## التعليم
- ابتدائية إمباري بنين
- متوسطة إمباري بنين
- ابتدائية إمباري بنات
- مجمع إمباري متوسط وثانوي بنات
- روضة أم سليم بإمباري
- مجمع تحفيظ - يضم ٢٠ حلقة.